# 556

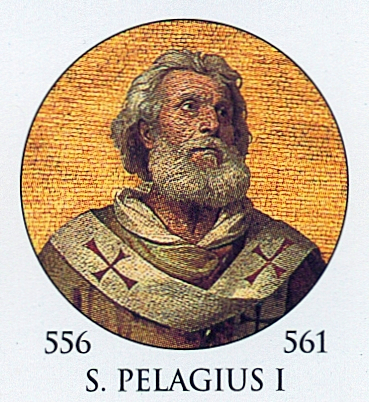
Paus Pelagius I (556-561)

Het jaar 556 is het 56e jaar in de 6e eeuw volgens de christelijke jaartelling.

## Gebeurtenissen

### Europa
- Koning Chlotarius I van de Franken onderdrukt een opstand van de Saksen en de Thüringers. Hij legt ze een schatting van 500 runderen per jaar op.
- De Angelsaksen onder bevel van Ceawlin verslaan bij Beranburh (Wiltshire) de Romano-Britten in het zuidwesten van Engeland. (waarschijnlijke datum)

### Perzië
- Koning Khusro I begint met Justinianus I onderhandelingen over een mogelijke vrede. De Perzische oorlog in Syrië en Armenië raakt in een patstelling.

### Azië
- De Westelijke Wei-dynastie in China wordt vervangen door de Noordelijke Zhou-dynastie met als hoofdstad Chang'an ("Eeuwige Vrede").

### Meso-Amerika
- 11 april - Heer Water, koning (ahau) van de Maya-stad Caracol, voert een "bijlen-oorlog" tegen zijn machtige buurman Tikal. (Volgens de Lange Telling)

## Religie
- 16 april - Na bijna een jaar sedis vacante wordt Pelagius I tot paus gekozen. Hij stuit tijdens zijn pontificaat op veel weerstand. Velen nemen hem kwalijk "zoete broodjes" te hebben gebakken met Justinianus I en sommigen beschuldigen hem zelfs van moord op Vigilius (zijn voorganger).

## Overleden
- Romanus de Melodist (66), Syrisch religieus dichter
- Yuwen Tai, keizer van de Westelijke Wei-dynastie